# داوید فوئنکینوس
داوید فوئِنکینوس (به فرانسوی: David Foenkinos)(زادهٔ ۲۸ اکتبر ۱۹۷۴ در پاریس) نویسنده و رمان‌نویس فرانسوی است. او ادبیات و موسیقی را در پاریس آموخت.
رمان او با عنوان ظرافت پرفروش‌ترین کتاب فرانسه شد. که در دسامبر ۲۰۱۱ فیلم ظرافت از روی آن ساخته شد و اودره توتو نقش اصلی آن را بازی کرد. در سال ۲۰۱۴ او جایزه رنودو را برای رمان شارلوت برنده شد.

## فیلم‌شناسی
- ۲۰۱۱: ظرافت
- ۲۰۱۷: Jalouse
- ۲۰۱۸: I Feel Better
- ۲۰۱۹: آنری پیک مرموز